# الفونس سرا
الفونس سرا (انگلیسی: Alfons Serra؛ زادهٔ ۱۰ دسامبر ۱۹۹۰) بازیکن فوتبال اهل اسپانیا است.
از باشگاه‌هایی که در آن بازی کرده‌است می‌توان به باشگاه خیمناستیک تاراگونا اشاره کرد.